# Valerie Perrine
Valerie Ritchie Perrine (Galveston, 3 de setembro de 1943) é uma atriz e modelo norte-americana.
Em 1975, ela recebeu o prêmio de Melhor Atriz no Festival de Cannes por seu trabalho em Lenny, pelo qual ela também foi indicada ao Oscar de Melhor Atriz.
Em 1978 atuou no filme Superman, de Richard Donner, interpretando a deslumbrante Eve Teschmacher, consorte de Lex Luthor.